# Matías Osadczuk
Matías Osadczuk (Buenos Aires, 22 de abril de 1997) é um jogador de rugby sevens argentino.

## Carreira
Osadczuk rompeu o ligamento de um joelho contra a Austrália no torneio Hong Kong Sevens 2017 e precisou de uma cirurgia antes de retornar à ação competitiva no torneio Sydney Sevens 2018. Ele integrou Seleção Argentina de Rugby Sevens nos Jogos Olímpicos de Verão de 2020 em Tóquio, quando conquistou a medalha de bronze após derrotar a equipe britânica por 17–12.